# Бернацький Михайло Володимирович (секретар обкому)
Михайло Володимирович Бернацький (нар. 1950, Житомирська область) — український діяч агробізнесу, 1-й секретар Новосанжарського районного комітету КПУ Полтавської області, секретар Полтавського обкому КПУ з питань сільського господарства.

## Біографія
Народився в родині лісника.
У 1971 році закінчив факультет механізації Української сільськогосподарської академії.
З 1971 року — інженер автобази Міністерства радгоспів УРСР у селищі Вишневому Київської області, через півроку очолив автоколону. Згодом почав працювати головним інженером радгоспу «Чоповичі» Малинського району Житомирської області. Член КПРС.
З 1977 року — директор радгосп імені Крупської Глобинського району Полтавської області.
У 1983—1988 роках — 1-й секретар Новосанжарського районного комітету КПУ Полтавської області.
У 1988 — 23 серпня 1989 року — секретар Полтавського обласного комітету КПУ з питань сільського господарства.
З серпня 1989 року — заступник завідувача відділу організаційно-партійної і кадрової роботи ЦК КПУ.
На початку 1990-х років — заступник керівника концерну «Украгротехсервіс».
У 1994—2010 роках — засновник та керівник товариства з обмеженою відповідальністю «Рост ЛТД» Глобинського району Полтавської області. З 1999 року — співвласник товариства з обмеженою відповідальністю «Сільськогосподарське підприємство «Надія». З 2009 року — засновник товариства з обмеженою відповідальністю «Колос —Богодарівка». З 2010 року — засновник товариства з обмеженою відповідальністю «Рост Агро» Полтавської області.

## Нагороди
- ордени
- медалі